# Venezia Football Club 2017-2018
Questa voce raccoglie le informazioni riguardanti il Venezia Football Club nelle competizioni ufficiali della stagione 2017-2018.

## Stagione
Nella stagione 2017-2018 il neopromosso Venezia disputa il campionato di Serie B, raccoglie 67 punti con il quinto posto. Salgono in Serie dirette Empoli e Parma, per designare la terza promossa si disputano i Play-off, nel turno preliminare il Venezia ha battuto (3-0) il Perugia, nella doppia semifinale pareggia (1-1) al Penzo con il Palermo e perde (1-0) al Barbera con i rosanero, a salire da terza è il Frosinone che in finale supera il Palermo. Sempre allenato da Filippo Inzaghi il Venezia non parte bene, al termine del girone di andata ha 29 punti, poi mette la marcia giusta, nel girone di ritorno ottiene 38 punti, con il quinto posto finale. Miglior realizzatore dei lagunari è stato Gianluca Litteri che ha firmato 7 reti in 19 partite, è giunto con il mercato invernale, preso dal Cittadella, con i veneti aveva già segnato 5 reti. Nella Coppa Italia Tim Cup il Venezia esce subito nel secondo turno, quello iniziale per le squadre cadette, eliminato dal Pordenone, che si è imposto (1-2).

## Divise e sponsor
Il fornitore ufficiale di materiale tecnico per la stagione 2017-2018 è Nike, mentre manca uno sponsor ufficiale di maglia.
Come per l'anno precedente, le tinte dominanti sui completi (maglia, calzoncini e calzettoni) sono il nero per le gare interne e il bianco per quelle in trasferta, cui tuttavia si aggiunge l'azzurro per la divisa da portiere (che funge altresì da terza maglia). Caratteristica peculiare delle maglie è la serigrafia che ne solca la zona ventrale: un "graffio" a tre strisce (rispettivamente colorate di arancio, grigio-nero e verde), all'interno del quale s'intravede il disegno del leone di San Marco, simbolo della città e del club. Tale disegno si ricollega all'immagine coordinata studiata dal club per la campagna di abbonamenti e fidelizzazione stagionale.
Altro dettaglio caratterizzante la maglia è la patch applicata sul petto per celebrare il 110º anniversario della fondazione dell'originario Venezia Foot Ball Club, avvenuta nel 1907. Tale finitura ha suscitato le proteste di parte della tifoseria organizzata a seguito del club, che dichiara di non riconoscersi in tale tradizione storica, ma solo in quella successiva al 1987 (anno in cui il preesistente Venezia nero-verde venne fuso col Mestre arancio-nero); il Venezia ha tuttavia rigettato le proteste, affermando che il numero 110 riassume in sé la tradizione sportiva tanto dell'anima veneziana che di quella mestrina.
| Casa | Trasferta | Terza divisa |

## Rosa
| N. |                     | Ruolo | Calciatore                       |
| -- | ------------------- | ----- | -------------------------------- |
| 1  | Italia (bandiera)   | P     | Emil Audero                      |
| 2  | Italia (bandiera)   | D     | Michael Fiore                    |
| 3  | Italia (bandiera)   | D     | Matteo Bruscagin                 |
| 4  | Slovenia (bandiera) | D     | Siniša Anđelković                |
| 5  | Slovenia (bandiera) | C     | Leo Štulac                       |
| 6  | Italia (bandiera)   | D     | Maurizio Domizzi (vice capitano) |
| 7  | Italia (bandiera)   | C     | Simone Bentivoglio               |
| 8  | Italia (bandiera)   | C     | Evans Soligo (capitano)          |
| 9  | Italia (bandiera)   | A     | Gianmarco Zigoni                 |
| 10 | Italia (bandiera)   | A     | Gianni Fabiano                   |
| 11 | Italia (bandiera)   | A     | Marco Firenze                    |
| 11 | Italia (bandiera)   | A     | Stefano Moreo                    |
| 12 | Italia (bandiera)   | P     | Guglielmo Vicario                |
| 13 | Italia (bandiera)   | D     | Marco Modolo                     |
| 14 | Italia (bandiera)   | C     | Marco Pinato                     |
| 15 | Italia (bandiera)   | A     | Nicolò Simeoni                   |
| 16 | Romania (bandiera)  | C     | Roberto Strechie                 |
| 17 | Italia (bandiera)   | A     | Davide Marsura                   |
| 18 | Romania (bandiera)  | C     | Sergiu Suciu                     |

| N. |                     | Ruolo | Calciatore           |
| -- | ------------------- | ----- | -------------------- |
| 19 | Spagna (bandiera)   | A     | Alexandre Geijo      |
| 20 | Italia (bandiera)   | A     | Nicola Fasan         |
| 21 | Slovenia (bandiera) | A     | Jan Mlakar           |
| 21 | Francia (bandiera)  | D     | Nicholas Frey        |
| 22 | Italia (bandiera)   | P     | Danilo Russo         |
| 23 | Italia (bandiera)   | C     | Marcello Falzerano   |
| 24 | Italia (bandiera)   | C     | Vittorio Fabris      |
| 25 | Italia (bandiera)   | D     | Francesco Cernuto    |
| 26 | Italia (bandiera)   | D     | Agostino Garofalo    |
| 27 | Italia (bandiera)   | D     | Giuseppe Zampano     |
| 28 | Italia (bandiera)   | C     | Filippo Serena       |
| 29 | Italia (bandiera)   | A     | Gianluca Litteri     |
| 30 | Italia (bandiera)   | C     | Francesco Signori    |
| 31 | Italia (bandiera)   | D     | Cristiano Del Grosso |
| 32 | Italia (bandiera)   | P     | Roberto Barlocco     |
| 33 | Italia (bandiera)   | P     | Pier Graziano Gori   |
| 34 | Italia (bandiera)   | D     | Simone Tagliapietra  |
|    | Italia (bandiera)   | D     | Emanuele Cicagna     |

## Calciomercato

### Sessione estiva(dal 01/07 al 31/08)
| Acquisti | Acquisti             | Acquisti     | Acquisti                         |
| R.       | Nome                 | da           | Modalità                         |
| -------- | -------------------- | ------------ | -------------------------------- |
| P        | Emil Audero          | Juventus     | prestito                         |
| P        | Danilo Russo         | Juve Stabia  | definitivo                       |
| D        | Siniša Anđelković    | Palermo      | definitivo                       |
| D        | Matteo Bruscagin     | Latina       | svincolato                       |
| D        | Luigi Luciani        | Arezzo       | fine prestito                    |
| D        | Cristiano Del Grosso | Atalanta     | definitivo                       |
| C        | Marco Pinato         | Latina       | svincolato                       |
| C        | Sergiu Suciu         | Pordenone    | definitivo                       |
| C        | Mattia Vitale        | Juventus     | prestito                         |
| C        | Francesco Signori    | L.R. Vicenza | definitivo                       |
| A        | Nicola Fasan         | Montebelluna | prestito                         |
| A        | Jan Mlakar           | Fiorentina   | prestito                         |
| A        | Gianmarco Zigoni     | Milan        | prestito con obbligo di riscatto |

| Cessioni | Cessioni            | Cessioni            | Cessioni                  |
| R.       | Nome                | a                   | Modalità                  |
| -------- | ------------------- | ------------------- | ------------------------- |
| P        | Davide Facchin      | Reggiana            | prestito                  |
| P        | Nicola Sambo        |                     | fine contratto            |
| D        | Leonardo Galli      | Pro Patria          | definitivo                |
| D        | Luigi Luciani       | Santarcangelo       | prestito                  |
| D        | Alessandro Malomo   | L.R. Vicenza        | definitivo                |
| D        | Paolo Pellicanò     | AlbinoLeffe         | prestito                  |
| C        | Alberto Acquadro    | Triestina           | prestito                  |
| C        | Alex Pederzoli      | Piacenza            | prestito                  |
| C        | Mattia Vitale       | SPAL                | rescissione del contratto |
| A        | Nicola Ferrari      | L.R. Vicenza        | definitivo                |
| A        | Loris Tortori       | Viterbese Castrense | prestito                  |
| A        | Giuseppe Caccavallo | Cosenza             | prestito                  |

### Sessione invernale(dal 01/01 al 31/01)
| Acquisti | Acquisti         | Acquisti     | Acquisti   |
| R.       | Nome             | da           | Modalità   |
| -------- | ---------------- | ------------ | ---------- |
| A        | Gianluca Litteri | Cittadella   | definitivo |
| C        | Marco Firenze    | Pro Vercelli | definitivo |
| D        | Nicholas Frey    | Chievo       | prestito   |

| Cessioni | Cessioni          | Cessioni   | Cessioni                         |
| R.       | Nome              | a          | Modalità                         |
| -------- | ----------------- | ---------- | -------------------------------- |
| A        | Jan Mlakar        | Fiorentina | fine prestito                    |
| C        | Vittorio Fabris   | Padova     | definitivo                       |
| A        | Stefano Moreo     | Palermo    | prestito con diritto di riscatto |
| C        | Francesco Signori | Ternana    | prestito                         |

## Risultati

### Serie B

#### Girone di andata
| Venezia 26 agosto 2017, ore 20:30 CEST 1ª giornata | Venezia           | 0 – 0 referto | Salernitana | Stadio Pier Luigi Penzo (4 012 spett.)\| Arbitro: \| Piccinini (Forlì) \| |
| Arbitro:                                           | Piccinini (Forlì) |               |             |                                                                           |

| Cesena 3 settembre 2017, ore 20:30 CEST 2ª giornata | Cesena          | 0 – 0 referto | Venezia | Orogel Stadium-Dino Manuzzi (11 581 spett.)\| Arbitro: \| Fourneau (Roma) \| |
| Arbitro:                                            | Fourneau (Roma) |               |         |                                                                              |

| Arbitro: | Marinelli (Tivoli) |

|  |           |                                   |
|  | Marcatori | 30’ (rig.) Bentivoglio 58’ Zigoni |

| Venezia 15 settembre 2017, ore 19:00 CEST 4ª giornata | Venezia            | 0 – 0 referto | Spezia | Stadio Pier Luigi Penzo (3 218 spett.)\| Arbitro: \| Illuzzi (Molfetta) \| |
| Arbitro:                                              | Illuzzi (Molfetta) |               |        |                                                                            |

| Arbitro: | Pezzuto (Lecce) |

|              |           |           |
| D'Angelo 88’ | Marcatori | 80’ Moreo |

| Arbitro: | Balice (Termoli) |

|  |           |               |
|  | Marcatori | 55’ Di Cesare |

| Arbitro: | Di Martino (Teramo) |

|                            |           |                                             |
| A. Montalto 83’ Varone 84’ | Marcatori | 2’ Zigoni 57’ (aut.) Plizzari 90+2’ Domizzi |

| Arbitro: | Nasca (Bari) |

|                |           |  |
| Marsura Pinato | Marcatori |  |

| Arbitro: | Ros (Pordenone) |

|                              |           |                                  |
| Carpani 50’ Favilli 56’, 62’ | Marcatori | 15’ Zigoni 60’ Marsura 74’ Geijo |

| Arbitro: | Saia (Palermo) |

|           |           |  |
| Moreo 87’ | Marcatori |  |

| Arbitro: | Sacchi (Macerata) |

|                           |           |            |
| Strizzolo 35’ Litteri 65’ | Marcatori | 42’ Štulac |

| Arbitro: | Marini (Roma) |

|            |           |                |
| Modolo 19’ | Marcatori | 22’ M. Ciofani |

| Arbitro: | Baroni (Firenze) |

|                     |           |                          |
| And. Caracciolo 85’ | Marcatori | 87’ Pinato 89’ Falzerano |

| Arbitro: | Pinzani (Empoli) |

|             |           |  |
| Garofalo 6’ | Marcatori |  |

| Chiavari 18 novembre 2017, ore 15:00 CET 15ª giornata | Virtus Entella     | 0 – 0 referto | Venezia | Stadio Comunale (1 849 spett.)\| Arbitro: \| Illuzzi (Molfetta) \| |
| Arbitro:                                              | Illuzzi (Molfetta) |               |         |                                                                    |

| Arbitro: | Rapuano (Rimini) |

|               |           |                                        |
| Falzerano 67’ | Marcatori | 30’ Da Cruz 37’ Dickmann 90+3’ Macheda |

| Palermo 2 dicembre 2017, ore 18:00 CET 17ª giornata | Palermo         | 0 – 0 referto | Venezia | Stadio Renzo Barbera (4 842 spett.)\| Arbitro: \| Chiffi (Padova) \| |
| Arbitro:                                            | Chiffi (Padova) |               |         |                                                                      |

| Arbitro: | Balice (Termoli) |

|            |           |             |
| Cernuto 8’ | Marcatori | 45’ Firenze |

| Arbitro: | Marinelli (Tivoli) |

|                        |           |               |
| Beretta 88’ Deli 90+5’ | Marcatori | 5’ 54’ Zigoni |

| Arbitro: | La Penna (Roma) |

|           |           |            |
| Moreo 71’ | Marcatori | 60’ Cavion |

| Arbitro: | Abbattista (Molfetta) |

|              |           |  |
| Valzania 86’ | Marcatori |  |

#### Girone di ritorno
| Arbitro: | Baroni (Firenze) |

|                                  |           |                             |
| Zito 5’ M. Ricci 30’ Palombi 35’ | Marcatori | 48’ Firenze 53’ Bentivoglio |

| Arbitro: | Piscopo (Imperia) |

|           |           |  |
| Geijo 70’ | Marcatori |  |

| Arbitro: | Chiffi (Padova) |

|                             |           |             |
| Štulac 22’ Litteri 31’, 36’ | Marcatori | 61’ Sabelli |

| Arbitro: | Balice (Termoli) |

|              |           |           |
| Granoche 67’ | Marcatori | 2’ Pinato |

| Arbitro: | Fourneau (Roma) |

|                                      |           |             |
| Litteri 34’ Domizzi 79’ Zigoni 90+3’ | Marcatori | 73’ Asencio |

| Arbitro: | Di Paolo (Avezzano) |

|                   |           |             |
| Calaiò 75’ (rig.) | Marcatori | 66’ Firenze |

| Arbitro: | Aureliano (Bologna) |

|                        |           |  |
| Domizzi 34’ Štulac 80’ | Marcatori |  |

| Carpi 2 aprile 2018, ore 17:30 CET 29ª giornata | Carpi          | 0 – 0 referto | Venezia | Stadio Sandro Cabassi (2 206 spett.)\| Arbitro: \| Saia (Palermo) \| |
| Arbitro:                                        | Saia (Palermo) |               |         |                                                                      |

| Arbitro: | Piccinini (Forlì) |

|                  |           |  |
| Geijo 47’ (rig.) | Marcatori |  |

| Arbitro: | Marinelli (Tivoli) |

|                                         |           |                           |
| Luperto 5’ Rodríguez 60’ Donnarumma 73’ | Marcatori | 48’ Falzerano 66’ Litteri |

| Arbitro: | Pezzuto (Lecce) |

|                       |           |               |
| Litteri 29’ Geijo 73’ | Marcatori | 63’ Arrighini |

| Arbitro: | Serra (Torino) |

|                       |           |                    |
| Maiello 53’ Citro 61’ | Marcatori | 25’ (aut.) Ariaudo |

| Arbitro: | Balice (Termoli) |

|            |           |                                |
| Modolo 65’ | Marcatori | 34’ And. Caracciolo 67’ Bisoli |

| Arbitro: | Martinelli (Roma) |

|               |           |            |
| Buonaiuto 85’ | Marcatori | 57’ Modolo |

| Arbitro: | Piscopo (Imperia) |

|                         |           |  |
| Geijo 27’ Falzerano 60’ | Marcatori |  |

| Arbitro: | Fourneau (Roma) |

|              |           |                                |
| Casarini 17’ | Marcatori | 43’, 81’ Marsura 62’ Bruscagin |

| Arbitro: | Piccinini (Forlì) |

|                                      |           |  |
| Suciu 11’ Stulac 16’ Andjelkovic 64’ | Marcatori |  |

| Arbitro: | Baroni (Firenze) |

|  |           |                        |
|  | Marcatori | 32’ Marsura 77’ Stulac |

| Arbitro: | Guccini (Albano Laziale) |

|                                 |           |              |
| Litteri 41’ (rig.) Stulac 90+4’ | Marcatori | 90+2’ Mazzeo |

| Arbitro: | Pinzani (Empoli) |

|                                                                       |           |                      |
| Modolo 2’ (aut.) Piccolo 50’ (rig.) Pesce 79’ Arini 90+4’ Macek 90+5’ | Marcatori | 45+1’ (rig.) Litteri |

| Venezia 18 maggio 2018, ore 20:30 CEST 42ª giornata | Venezia        | 0 – 0 referto | Pescara | Stadio Pier Luigi Penzo (5 480 spett.)\| Arbitro: \| Serra (Torino) \| |
| Arbitro:                                            | Serra (Torino) |               |         |                                                                        |

#### Play-off
| Arbitro: | Abbattista (Molfetta) |

|                                  |           |  |
| Stulac 30’ Modolo 74’ Pinato 83’ | Marcatori |  |

| Arbitro: | Chiffi (Padova) |

|             |           |               |
| Marsura 57’ | Marcatori | 53’ La Gumina |

| Arbitro: | Aureliano (Bologna) |

|                   |           |  |
| Domizzi 5’ (aut.) | Marcatori |  |

### Coppa Italia

#### Turni eliminatori
| Arbitro: | Giua (Olbia) |

|           |           |                           |
| Moreo 60’ | Marcatori | 13’ Martignago 77’ Burrai |

## Statistiche

### Statistiche di squadra
| Competizione | Punti         | In casa | In casa | In casa | In casa | In casa | In casa | In trasferta | In trasferta | In trasferta | In trasferta | In trasferta | In trasferta | Totale | Totale | Totale | Totale | Totale | Totale | D.R. |
| Competizione | Punti         | G       | V       | N       | P       | GF      | GS      | G            | V            | N            | P            | GF           | GS           | G      | V      | N      | P      | GF     | GS     | D.R. |
| ------------ | ------------- | ------- | ------- | ------- | ------- | ------- | ------- | ------------ | ------------ | ------------ | ------------ | ------------ | ------------ | ------ | ------ | ------ | ------ | ------ | ------ | ---- |
| Serie B      | 67            | 21      | 12      | 6       | 3       | 28      | 13      | 21           | 5            | 10           | 6            | 28           | 29           | 42     | 17     | 16     | 9      | 56     | 42     | +14  |
| Play-off     | Semifinale    | 2       | 1       | 1       | 0       | 4       | 1       | 1            | 0            | 0            | 1            | 0            | 1            | 3      | 1      | 1      | 1      | 4      | 2      | +2   |
| Coppa Italia | Secondo turno | 1       | 0       | 0       | 1       | 1       | 2       | 0            | 0            | 0            | 0            | 0            | 0            | 1      | 0      | 0      | 1      | 1      | 2      | -1   |
| Totale       | 67            | 24      | 13      | 7       | 4       | 33      | 16      | 22           | 5            | 10           | 7            | 28           | 30           | 46     | 18     | 17     | 11     | 61     | 46     | +15  |

### Andamento in campionato
| Giornata  | 1  | 2  | 3 | 4 | 5 | 6  | 7 | 8 | 9 | 10 | 11 | 12 | 13 | 14 | 15 | 16 | 17 | 18 | 19 | 20 | 21 | 22 | 23 | 24 | 25 | 26 | 27 | 28 | 29 | 30 | 31 | 32 | 33 | 34 | 35 | 36 | 37 | 38 | 39 | 40 | 41 | 42 |
| --------- | -- | -- | - | - | - | -- | - | - | - | -- | -- | -- | -- | -- | -- | -- | -- | -- | -- | -- | -- | -- | -- | -- | -- | -- | -- | -- | -- | -- | -- | -- | -- | -- | -- | -- | -- | -- | -- | -- | -- | -- |
| Luogo     | C  | T  | T | C | T | C  | T | C | T | C  | T  | C  | T  | C  | T  | C  | T  | C  | T  | C  | T  | T  | C  | C  | T  | C  | T  | C  | T  | C  | T  | C  | T  | C  | T  | C  | T  | C  | T  | C  | T  | C  |
| Risultato | N  | N  | V | N | N | P  | V | V | N | V  | P  | N  | V  | V  | N  | P  | N  | N  | N  | N  | P  | P  | V  | V  | N  | V  | N  | V  | N  | V  | P  | V  | P  | P  | N  | V  | V  | V  | V  | V  | P  | N  |
| Posizione | 12 | 15 | 8 | 7 | 8 | 13 | 9 | 6 | 4 | 2  | 5  | 8  | 5  | 3  | 4  | 6  | 8  | 8  | 8  | 8  | 9  | 10 | 8  | 7  | 8  | 6  | 6  | 6  | 5  | 5  | 7  | 6  | 7  | 7  | 7  | 7  | 6  | 5  | 5  | 5  | 5  | 5  |

Legenda:

Luogo: C = Casa; T = Trasferta. Risultato: V = Vittoria; N = Pareggio; P = Sconfitta.